# Skarszewy
Skarszewyⓘ (em alemão: Schöneck in Westpreußen) é um município no norte da Polônia. Pertence à voivodia da Pomerânia e no condado de Starogard, às margens do rio Wietcisaa. É a sede da comuna urbano-rural de Skarszewy. Na área municipal ao sul de Skarszewy há o Lago Borówno Wielkie (infraestrutura turística e recreativa desenvolvida). A antiga estação ferroviária da cidade é o ponto final da trilha verde de Skarszewy.
Entre os anos de 1613 e 1772, foi a capital da voivodia da Pomerânia. Entre 1945 e 1975, a cidade pertenceu administrativamente à chamada voivodia de Gdansk Grande e, entre 1975 e 1998, à chamada voivodia de Gdansk Pequena.
Estende-se por uma área de 10,8 km², com 6 587 habitantes, segundo o censo de 31 de dezembro de 2024, com uma densidade populacional de 610 hab./km².

## História
Em 11 de novembro de 1198, o duque Grzymislaw, da Pomerânia, deu aos joaninos o castro “Starigrod” (Starogard), juntamente com extensas terras, incluindo áreas no rio Wietcisa. Em uma curva desse rio, em uma colina alta, os Cavaleiros de São João fundaram uma cidade chamada Schöneck, que significa “canto belo”, no início do século XIV. A primeira menção a Skarszewy (grafado “Schönegk”) é encontrada em uma cópia de um documento datado de 1305 (o original não sobreviveu), no qual o comendador de Skarszewy, Johannes von Borchfelde (Borgfelde), concedeu 60 włók de terra ao vilarejo de Obozin. Segundo especialistas no assunto, uma cópia do documento registra erroneamente o ano de 1305, em vez de 1335. Eles documentaram que Borchfelde não ocupou o cargo de comendador até 1333–1335, e que o irmão Johannes Stapel, registrado nesse documento como testemunha, só aparece em outros documentos nos anos de 1334–1341 (nunca antes).
Pelo conteúdo do segundo privilégio de fundação de Skarszew, datado de 2 de fevereiro de 1341, parece que a cidade foi fundada por volta de 1320. O primeiro privilégio de fundação é desconhecido. Em 1323, já havia uma comenda da Ordem de São João de Jerusalém em Skarszewy, e sua sede foi transferida de Lubiszewo para Skarszewy entre 1321 e 1323. Ainda em 1321, o joanino Konrad de Dorstet foi intitulado comendador de Lubiszewo e, dois anos depois, já era comendador de Skarszewy. Assim, o documento mais antigo conhecido sobre Skarszew é de 1323.
Há várias publicações sobre Skarszewy, que supostamente já existiam nos séculos XII e XIII sob o nome de Reueninov (também grafado como Rounino e Rownino). Sua fonte são duas informações que acabaram se revelando uma invenção. A primeira diz respeito à suposta concessão aos joaninos, no final do século XII, do castro de Reueninov, que supostamente existia na colina do castro em Skarszewy. O segundo, a suposta concessão a Skarszewy pelos Cavaleiros de São João, em 1274, do direito de armazenamento, que obrigava os comerciantes a vender mercadorias lá. De fato, o castro de Reueninov nunca existiu. E antes da fundação da cidade, por volta de 1320, Skarszewy também não existia, portanto, não poderia ter recebido o direito de armazenagem no século XIII. Conforme um documento de 1198, os joaninos não receberam o castro de Reueninov do duque da Pomerânia, mas um vilarejo com esse nome (posteriormente perdido, como alguns outros vilarejos medievais da região). Segundo Emil Waschinski, autor de uma tese de doutorado sobre a história da comenda joanina e da cidade de Skarszewy (1904), a aldeia de Reueninov estava situada nas proximidades da aldeia de Więckowy (comuna de Skarszewy). Obviamente, tal vilarejo não tinha direito de composição. Além disso, nenhum documento medieval e nenhuma pesquisa arqueológica confirmam a existência pré-local de Skarszewy.
Em 1370, os Cavaleiros de São João venderam Skarszewy e Wartenberg (provavelmente Czarnocin) por mais de 10 mil grzywna prussianas para a Ordem dos Cavaleiros Teutônicos de Santa Maria de Jerusalém (Cavaleiros Teutônicos). Um vestígio da presença da Ordem de São João de Jerusalém na cidade é o seu brasão de armas, representando a cabeça de João Batista, o patrono da congregação que fundou a cidade. O nome polonês da cidade aparece pela primeira vez em 19 de outubro de 1466, em um documento da Segunda Paz de Toruń. No tratado, o nome polonês de Skarszewy é identificado com o alemão Schöneck (Schöneck alias Scharschewo). Nos arquivos, não encontramos um registro que resultasse na identificação da aldeia perdida Reueninov com Schöneck.
Naquela época, Skarszewy era cercada por uma muralha com portões e, em sua parte noroeste, havia um complexo de castelos, composto por edifícios agrícolas e um castelo de dois andares em estilo gótico com duas torres, situado no promontório de uma colina íngreme que descia até o rio Wietcisa. Do lado da cidade, a entrada era protegida por um portão gótico e um fosso seco. O complexo era cercado por uma muralha de defesa de pedra e tijolos. Essa localização significava que o castelo era difícil de ser conquistado se fosse guarnecido por uma grande equipe. Abaixo da colina do castelo, em uma ilha, havia um campo com um moinho, uma cervejaria, uma pousada, uma fazenda e uma forja. Na área do Portão de Chojnice, havia uma segunda igreja, a igreja de São Jorge, com um ambulatório e um cemitério, já mencionada em 1686 como estando em ruínas.
Como resultado das guerras polaco-teutônicas, a cidade foi capturada e saqueada pelos hussitas em 1433, e duas vezes capturada, saqueada e parcialmente queimada — em 1455 pelos Cavaleiros Teutônicos e em 1462 pelos poloneses. As autoridades municipais de Skarszewy oficialmente não aderiram à União Prussiana, mas em 1450 uma parte considerável dos burgueses e do conselho municipal apoiou a união. Finalmente, em 1466, em virtude da Segunda Paz de Toruń, eles ficaram sob o domínio polonês. No entanto, Gdansk, o maior centro urbano da Prússia Real, não se tornou a capital da voivodia, pois era dotada de privilégios reais e guardava zelosamente sua independência política, que era, além disso, fomentada pela forte posição econômica da cidade. Como resultado, a voivodia da Pomerânia não teve seu próprio centro administrativo por um longo tempo. Foi somente em 1613 que os cargos de starosta de Skarszewy e voivoda da Pomerânia foram combinados, o que fez com que Skarszewy se tornasse a capital da voivodia da Pomerânia. O voivoda residia no castelo e o tribunal de terras também se reunia aqui. Devido à alta porcentagem da população de língua alemã, o luteranismo se espalhou por aqui já no século XVI. Em 1594, a cidade recebeu o rei Sigismundo III Vasa e, em 23 de fevereiro de 1629, os suecos saquearam e queimaram uma parte considerável dos edifícios de Skarszew, incluindo o castelo (ele não foi reconstruído até a virada dos séculos XVII e XVIII).

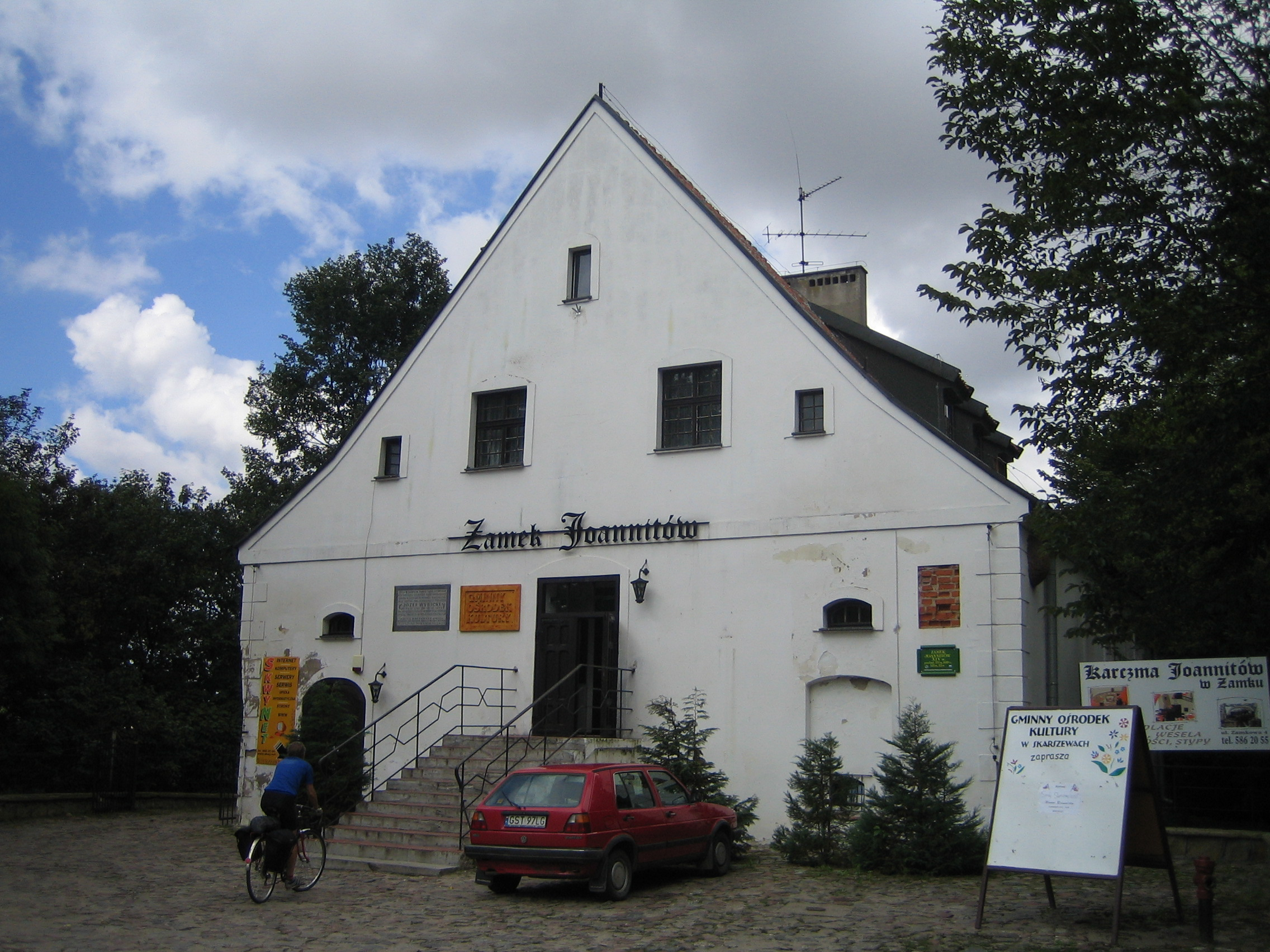
Restos do castelo gótico da Ordem de São João em Skarszewy — na maioria demolido e reconstruído no final do século XVIII como o Armazém de Sal Real-Prussiano

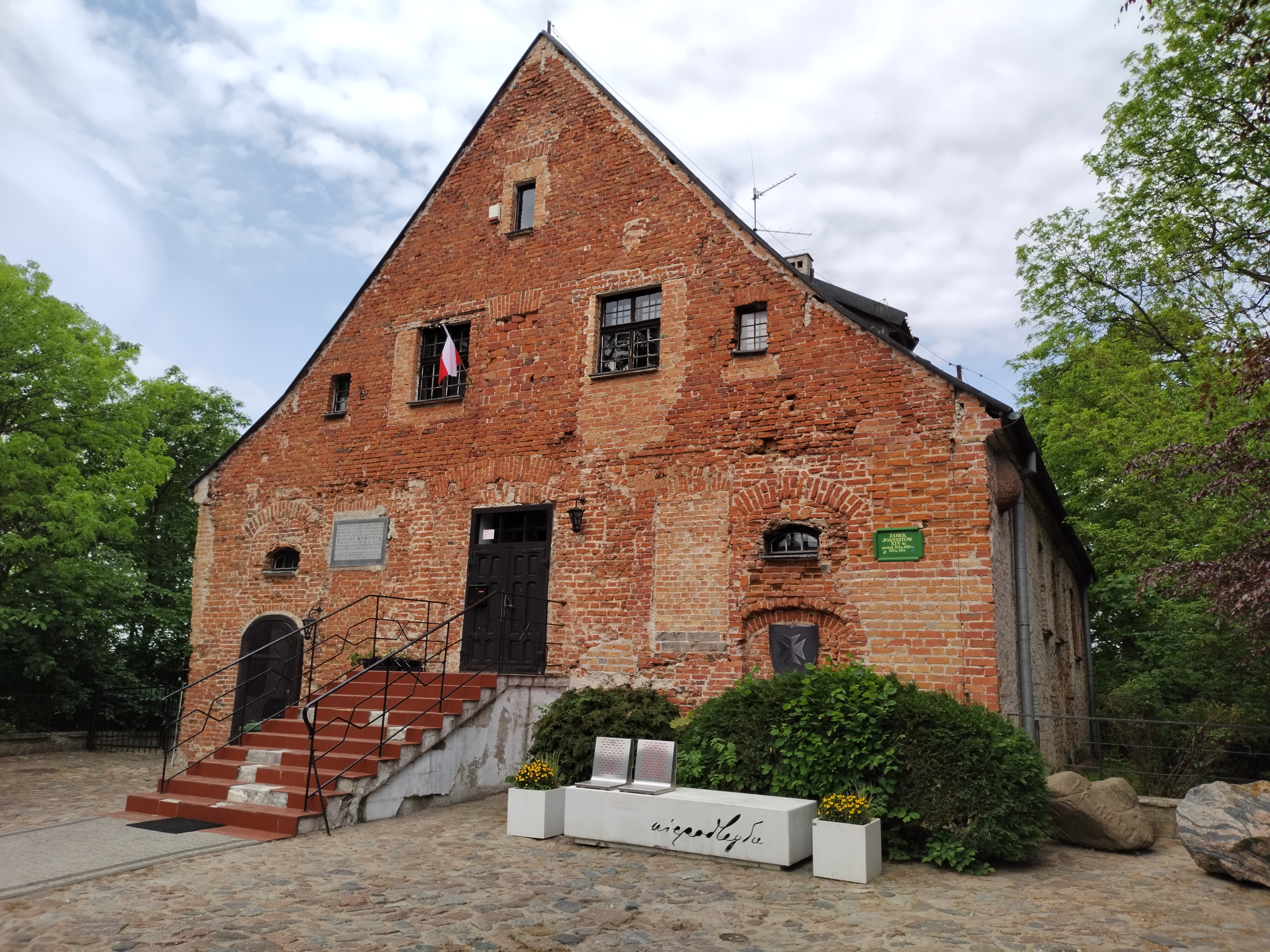
Castelo de Skarszewy, maio de 2023

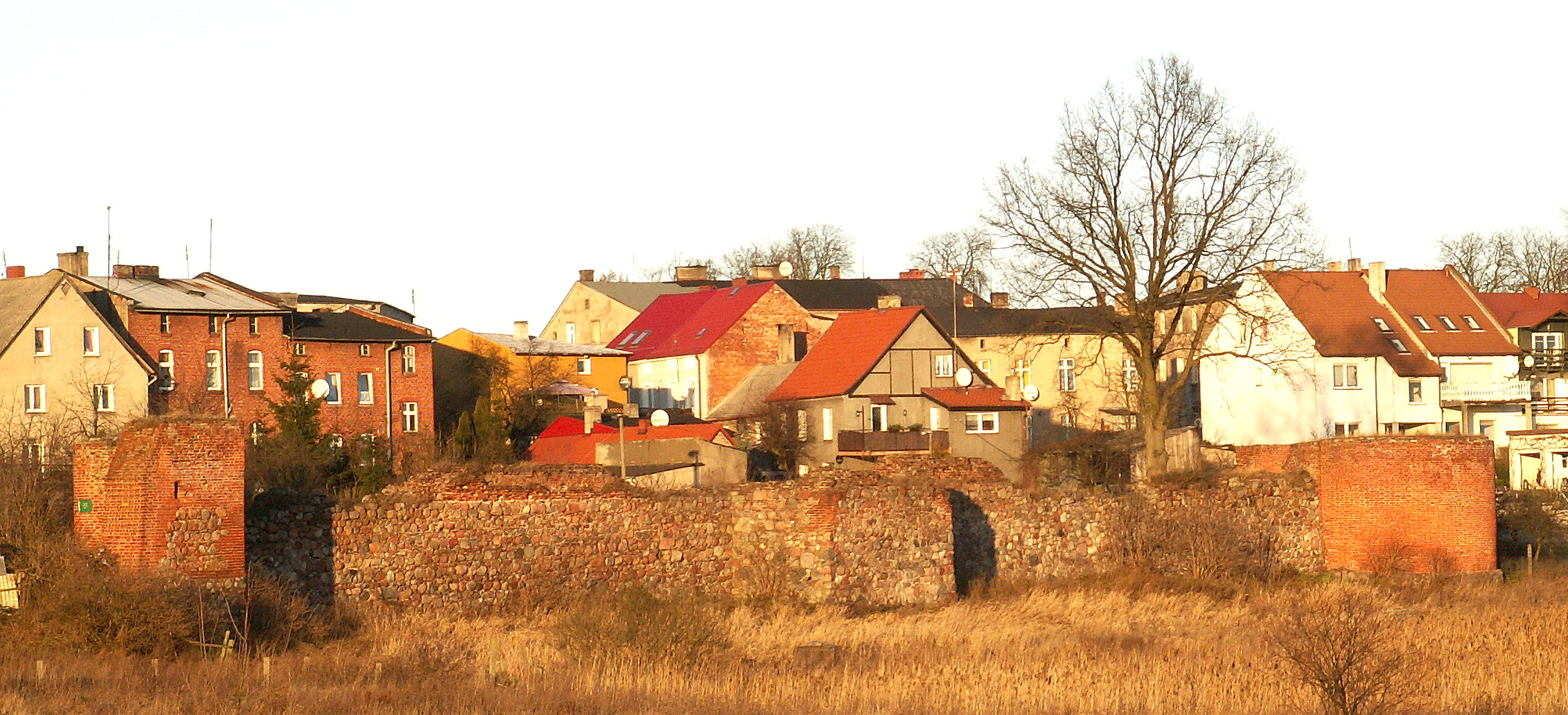
Muralhas da cidade, século XIV/XV

No primeiro feriado de Páscoa na igreja luterana de Skarszew, o pânico se instalou quando a estrutura de madeira do matroneu rachou — vários fiéis faleceram e muitos ficaram feridos. A igreja foi fechada e os cultos foram proibidos de serem realizados lá. Nessa situação, temendo os obstáculos que poderiam ser colocados pelo lado católico, os elementos de construção foram secretamente preparados em Gdansk e transportados para Skarszew em 131 carroças, escoltados por centenas de soldados de Gdansk que fingiam ser trabalhadores e uma grande multidão de artesãos. Chegando ao local, apesar dos bloqueios e protestos, em 24 horas, de 14 a 15 de setembro de 1741, a antiga igreja foi demolida e uma nova foi construída com a chamada “parede prussiana”. Entre 1762 e 1765, Józef Wybicki atuou no tribunal municipal local.
Como resultado da Primeira Partição da República da Polônia, a cidade foi anexada à Prússia em 1772. Na época, sua população era de 1 005 habitantes. Na noite de 28 para 29 de janeiro de 1807, em Skarszewy, houve um confronto entre o exército prussiano e algumas centenas de cavaleiros de um destacamento de soldados poloneses a serviço do imperador francês, sob o comando do major Ulatowski. O ataque prussiano terminou com a captura da cidade. Skarszewy esteve sob o domínio prussiano de 1772 a 1920.
Na segunda metade do século XIX, houve um desenvolvimento significativo da cidade, fomentado por grandes investimentos em infraestrutura. Nos anos de 1884 a 1885, a linha de trem Pszczółki — Kościerzyna foi construída via Skarszewy. Em 1905, a cidade recebeu outra conexão direta com Starogard Gdański. Em 1886, foi criada a primeira revista local, a Schoenecker Anzeiger, de língua alemã. Em 1858, Skarszewy tinha 2 272 habitantes, em 1885, 2 925 (48% de protestantes, 45% de católicos, 5% de judeus) e, em 1910, 3 495.
Skarszewy foi novamente concedida à Polônia pelo Tratado de Versalhes e ocupada pelo exército polonês em 30 de janeiro de 1920. A primeira visita do General Haller a Skarszewy ocorreu em 3 de fevereiro de 1920, comemorada com uma placa de prata no assento do magistrado na prefeitura. Em 1923, a cidade foi visitada pelo presidente Stanisław Wojciechowski e, em 1927, pelo presidente Ignacy Mościcki. No período entre guerras, a população alemã, embora relegada ao papel de minoria, continuou a desempenhar um papel importante na vida da cidade, o que, na tensa situação política do final da década de 1930, levou a conflitos inflamados com base na nacionalidade.
A cidade foi ocupada pelas tropas alemãs em 3 de setembro de 1939. Durante a ocupação alemã, a área ao redor de Skarszew foi o maior local de execução de cidadãos poloneses em todo o condado de Kościerzyna. A maior concentração de execuções ocorreu em outubro de 1939, quando as formações da Gestapo, Selbstschutz e SS assassinaram cerca de 360 poloneses de Skarszew e dos vilarejos vizinhos. Os nazistas alemães também assassinaram a já pequena comunidade judaica da cidade e os ciganos acampados na área.
Embora o exército alemão não tenha se empenhado na defesa de Skarszewy em 1945, os aviões soviéticos bombardearam a cidade várias vezes. Isso, juntamente com os efeitos do incêndio criminoso deliberado pelo Exército Vermelho após a captura da cidade em 8 de março de 1945, resultou na destruição de Skarszewy em 40% dos edifícios. O ano de 1945 também trouxe o fim definitivo do caráter multiétnico da cidade.
Em 1991, a linha de trem para Starogard Gdański foi finalmente fechada, e um destino semelhante se abateu sobre as conexões para Kościerzyna e Pszczółki (2001–2002). Todas as linhas de trem foram desmontadas.
Em 2012, uma área de 116,53 hectares (Pólko, anteriormente parte do vilarejo de Bolesławowo) foi incorporada à cidade.
Em 14 de setembro de 2013, para comemorar os eventos de 1741, uma réplica de uma igreja evangélica do século XVIII foi construída em menos de 24 horas perto de uma igreja pós-evangélica de 1881.

## Demografia
Conforme os dados do Escritório Central de Estatística da Polônia (GUS) de 31 de dezembro de 2024, Skarszewy é uma cidade pequena com uma população de 6 587 habitantes (29.º lugar na voivodia da Pomerânia e 489.º na Polônia), tem uma área de 10,8 km² (23.º lugar na voivodia da Pomerânia e 588.º lugar na Polônia) e uma densidade populacional de 610 hab./km² (34.º lugar na voivodia da Pomerânia e 522.º lugar na Polônia). Entre 2002–2024, o número de habitantes diminuiu 0,4%.
Os habitantes de Skarszewy constituem cerca de 5,27% da população do condado de Starogard, constituindo 0,28% da população da voivodia da Pomerânia.
| Descrição                         | Total      | Total    | Mulheres   | Mulheres | Homens     | Homens   |
| --------------------------------- | ---------- | -------- | ---------- | -------- | ---------- | -------- |
| unidade                           | habitantes | %        | habitantes | %        | habitantes | %        |
| população                         | 6 587      | 100      | 3 416      | 51,9     | 3 171      | 48,1     |
| área                              | 10,8 km²   | 10,8 km² | 10,8 km²   | 10,8 km² | 10,8 km²   | 10,8 km² |
| densidade populacional (hab./km²) | 610        | 610      | 316,6      | 316,6    | 293,4      | 293,4    |

## Monumentos históricos
Principais marcos históricos:

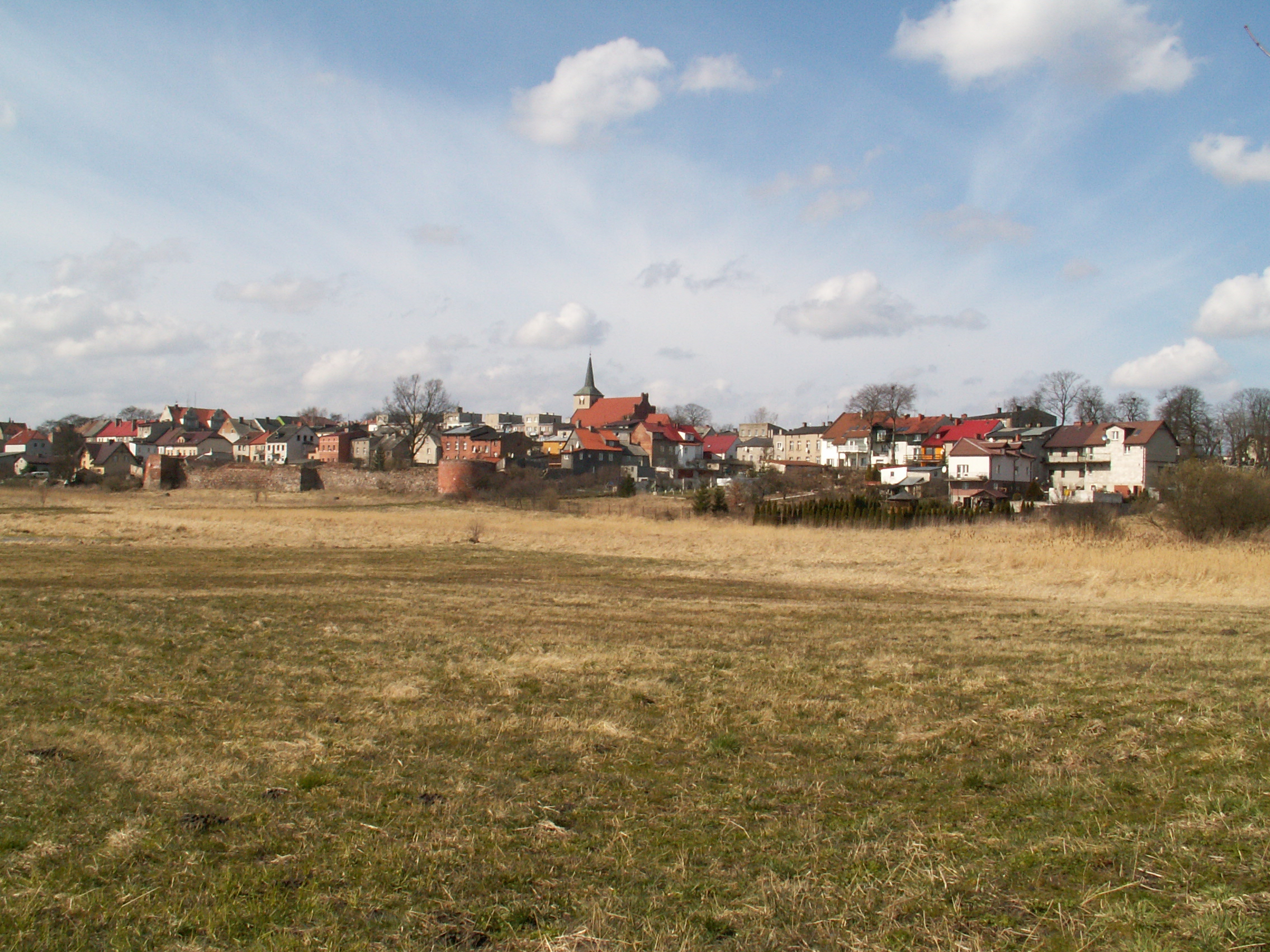
Vista do sudeste

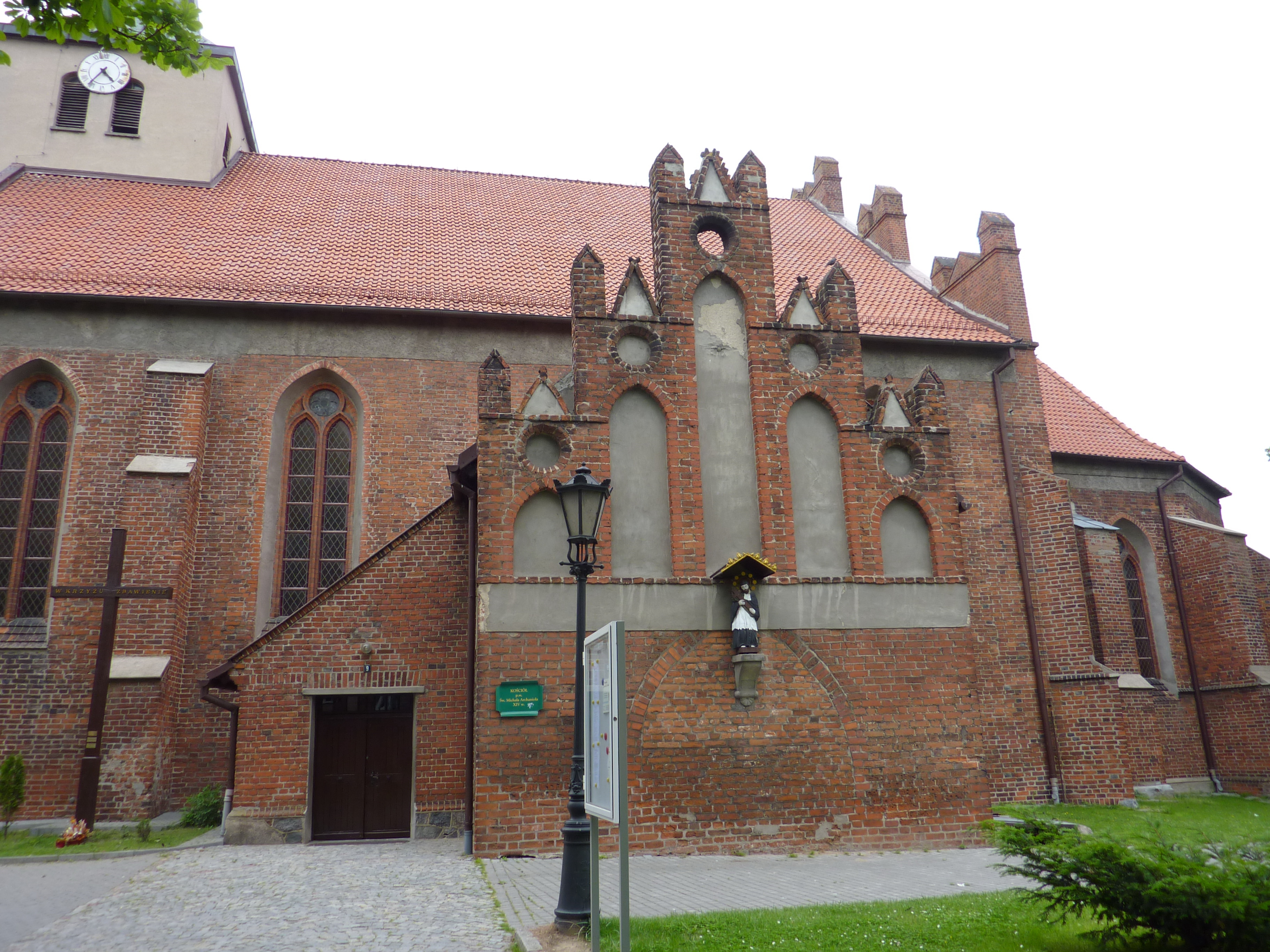
Igreja gótica de São Miguel Arcanjo

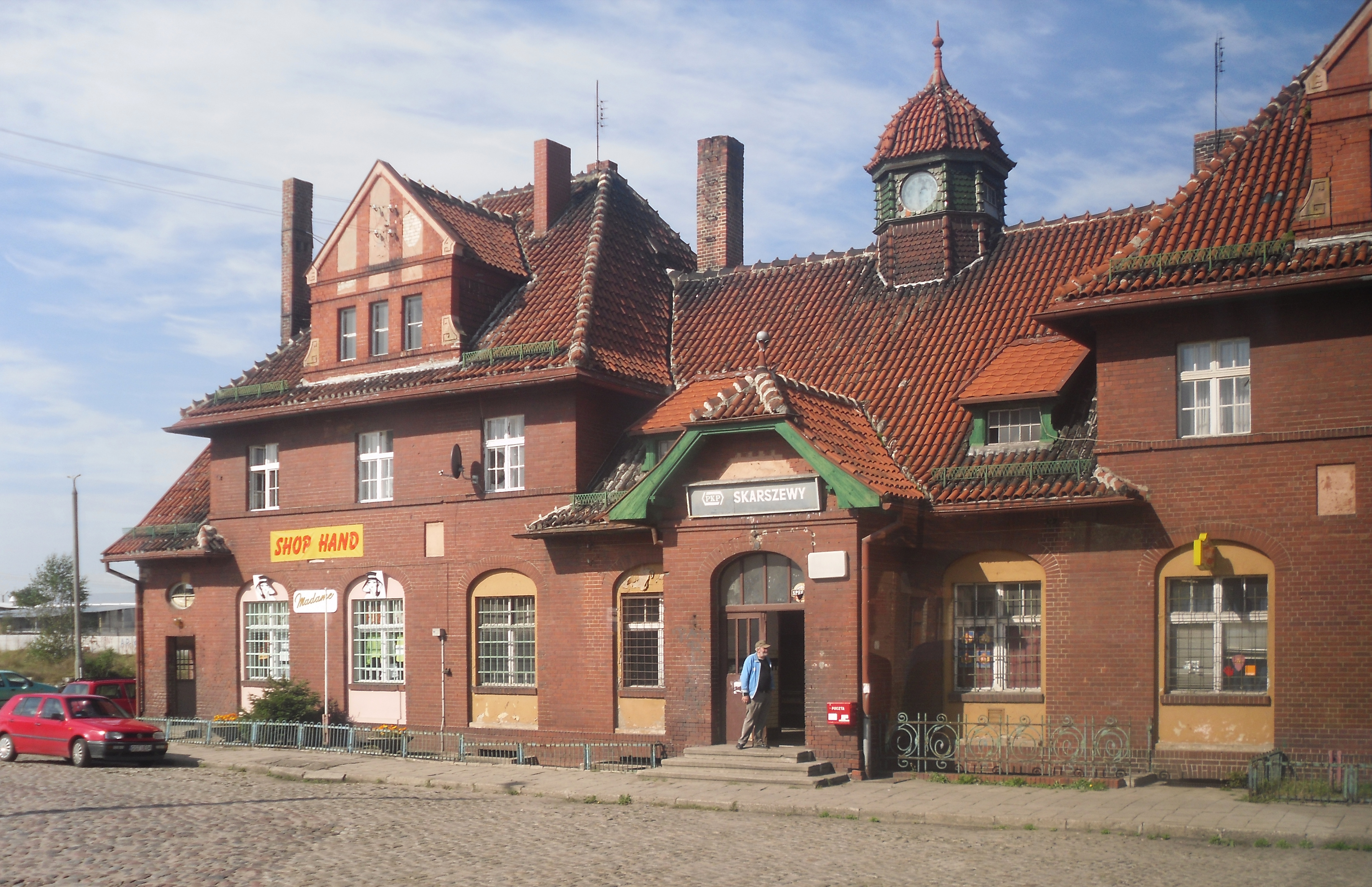
Estação ferroviária de Skarszewy (fechada)

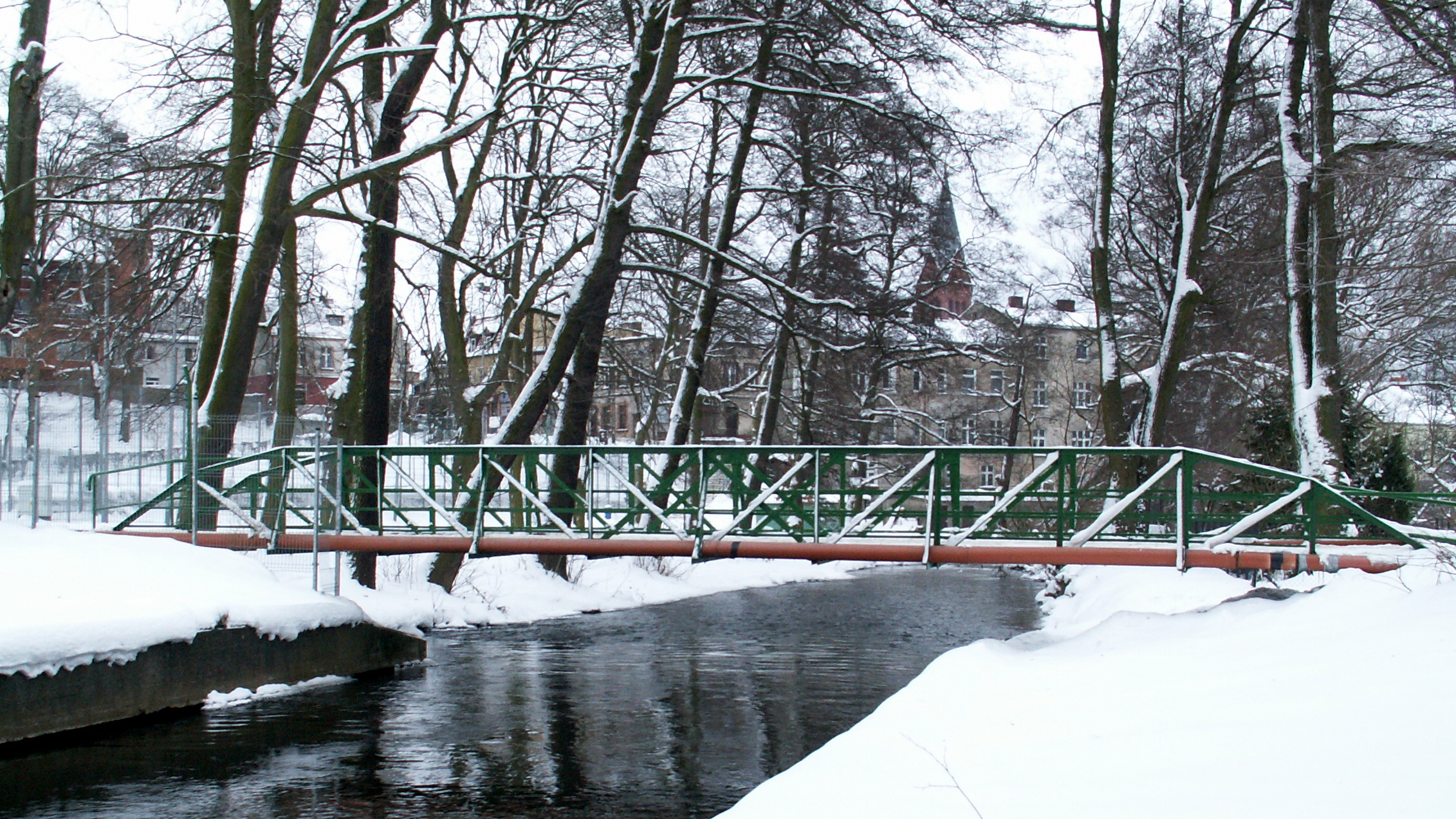
Ponte de ferro sobre o rio Wietcisa

- Fragmentos significativos das muralhas da cidade dos séculos XIV e XV, constituindo a estrutura de defesa de pedra medieval mais impressionante da Pomerânia de Gdansk
- No lado sul da cidade: Torre dos Condenados, Torre Alta, Torre da Escola com um prédio do século XVIII construído dentro dela e partes de torres na rua Rzeczna
- Restos de um castelo gótico da virada dos séculos XIV e XV, com porões medievais e paredes do andar térreo que sobreviveram.[33] Nas paredes sul e norte, detalhes arquitetônicos de pedra em forma esférica, presume-se que sejam balas de canhão[34]
- Igreja paroquial gótica de São Miguel Arcanjo, do século XIV, com mobília barroca e rococó e relíquias interessantes da família Wybicki, ficou nas mãos dos protestantes entre 1551 e 1594. Em 1712, como resultado de um incêndio, a abóbada gótica e a torre gótica original da igreja desabaram, e ela foi reconstruída em 1714. A igreja foi consagrada novamente em 18 de junho de 1758
- Praça do mercado com a antiga prefeitura do século XVIII e seis casas históricas da cidade (números: 8, 9, 10, 11, 12, 13)[35]
- Igreja neogótica de 1881, até 1945 uma igreja evangélica, construída no local de uma igreja lendária erguida por cidadãos de Gdansk em 24 horas em 1741. No teto da sacristia estão as bandeiras de vento das igrejas construídas em 1635 e 1741 (algumas relíquias dessas igrejas podem ser vistas no Museu Skarszew, que fica ao lado da igreja neogótica). Desde 2011, ela é a sede da segunda paróquia católica de Skarszew, sob a invocação de São Maximiliano Maria Kolbe
- Prédio da estação ferroviária de 1885
- Cemitério evangélico (luterano) do início do século XVIII,[36] na esquina das ruas Dworcowa e Młyńska, desativado em 1978. O muro ao redor do cemitério é de 1856 e a capela, de 1910. Um túmulo do século XIX, feito de arenito, sobrevive no muro do cemitério no lado sul. A existência de um cemitério nesse local é comemorada por uma placa memorial em polonês e alemão de 1998.
- Rica coleção de artefatos no Museu de Skarszew - Centro de Exposições Históricas de Skarszew, rua Szkolna, 9
- “Obelisco napoleônico” (esquina das ruas Kościerska e Kleszczewska) com uma placa comemorativa do cemitério de guerra napoleônico (desativado em 1938) e do bicentenário da ofensiva do exército napoleônico em 1807 na Pomerânia e em Gdansk[37]
- Ponte de ferro sobre o rio Wietcisa, conectando a Cidade Velha com a rua Dworcowa, construída pela empresa STEIMMIG de Gdansk em 1887 (uma placa de bronze dessa ponte está no Museu de Skarszew).
- Na floresta fora da cidade, no lago Borówno Wielkie, o cemitério do século XVIII[38] da comunidade judaica de Skarszew, que não existe desde 1939, com lápides parcialmente preservadas (matzeva) com inscrições em hebraico, alemão e polonês. A maioria das lápides, incluindo o beco dos rabinos (com lápides dispostas horizontalmente feitas de mármore preto e inscrições douradas), foi destruída em 1977–1978[39]

O centro da cidade manteve sua disposição espacial medieval histórica na forma de um contorno retangular alongado das muralhas da cidade, encostado no vale do rio Wietcisa e com uma praça de mercado incomum, por estar localizada na periferia.

## Século XXI
Como parte do programa Orlik 2012, foi lançado um complexo esportivo com campos de futebol, vôlei e basquete.
Conforme a lenda, o então governador e reitor de Skarszewo, Jakub Narzymski, e o rei polonês Augusto III concordaram em construir uma igreja protestante com a condição de que ela fosse construída em 24 horas. Na realidade, essa condição não foi imposta, pois os luteranos não pediram permissão a ninguém por medo de recusa. Uma igreja “construída à maneira prussiana” (alvenaria prussiana) foi construída muito rapidamente, de 14 para 15 de setembro de 1741, e foram necessárias várias semanas para terminá-la e equipá-la. Exatamente 272 anos depois, foi possível repetir essa façanha, concluindo o trabalho 12 minutos antes e, assim, quebrando o recorde do Guinness.

## Comunidades religiosas
- Igreja Católica de Rito Latino:
  - Paróquia de São Maximiliano Maria Kolbe
  - Paróquia de São Miguel Arcanjo
- Testemunhas de Jeová:
  - Igreja de Skarszewy, Salão do Reino

## Galeria

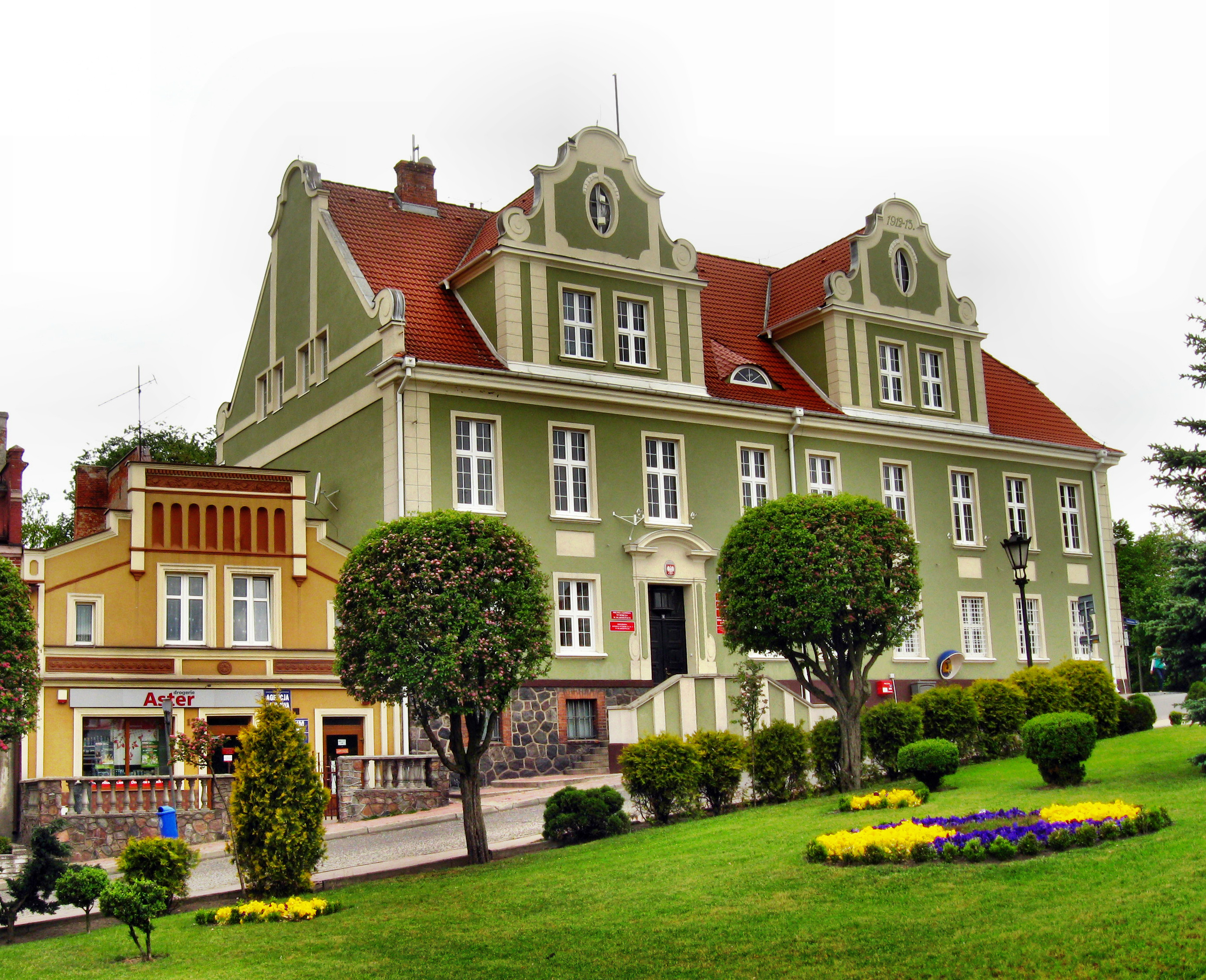
Prefeitura na praça principal
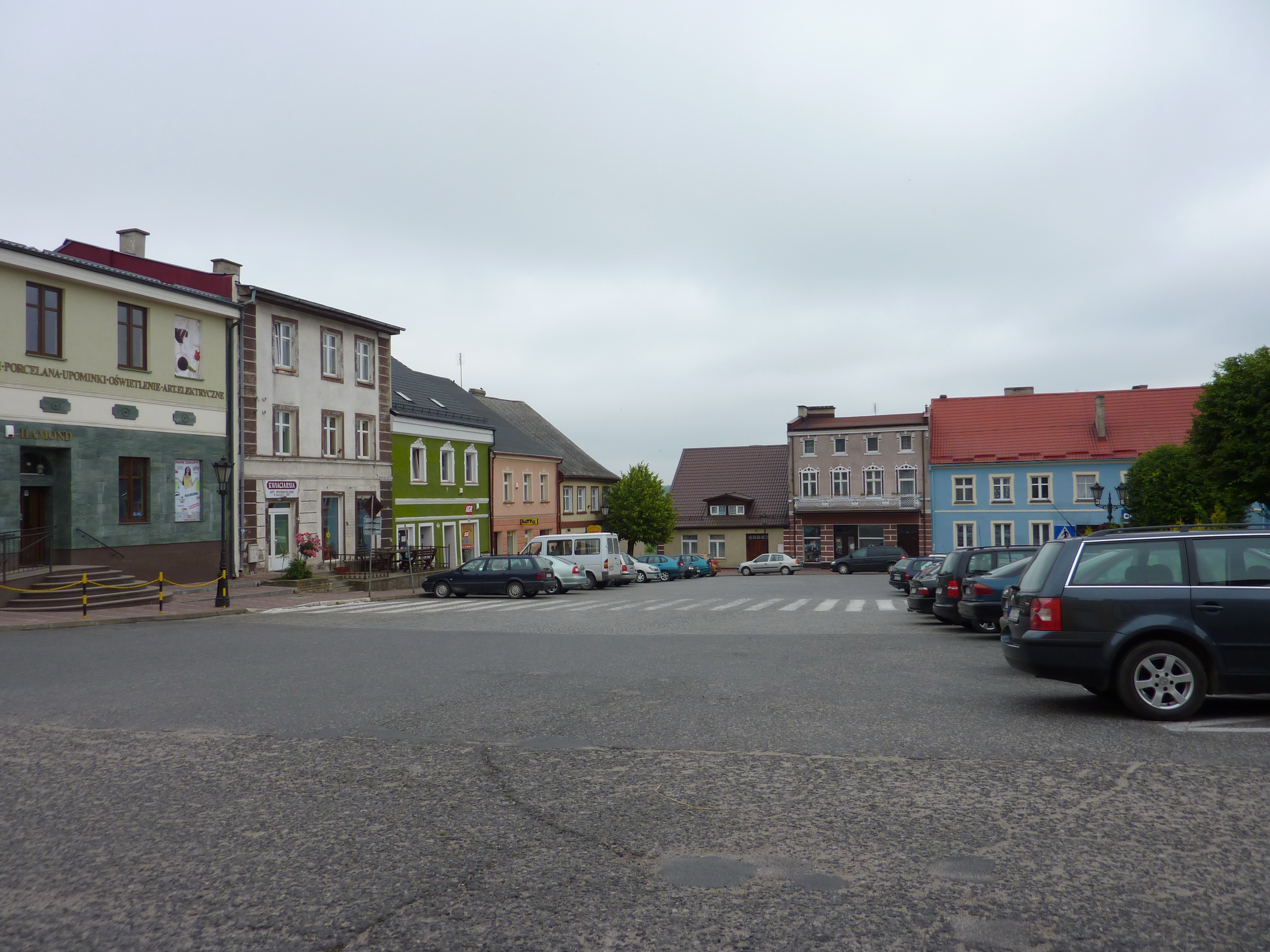
Praça principal
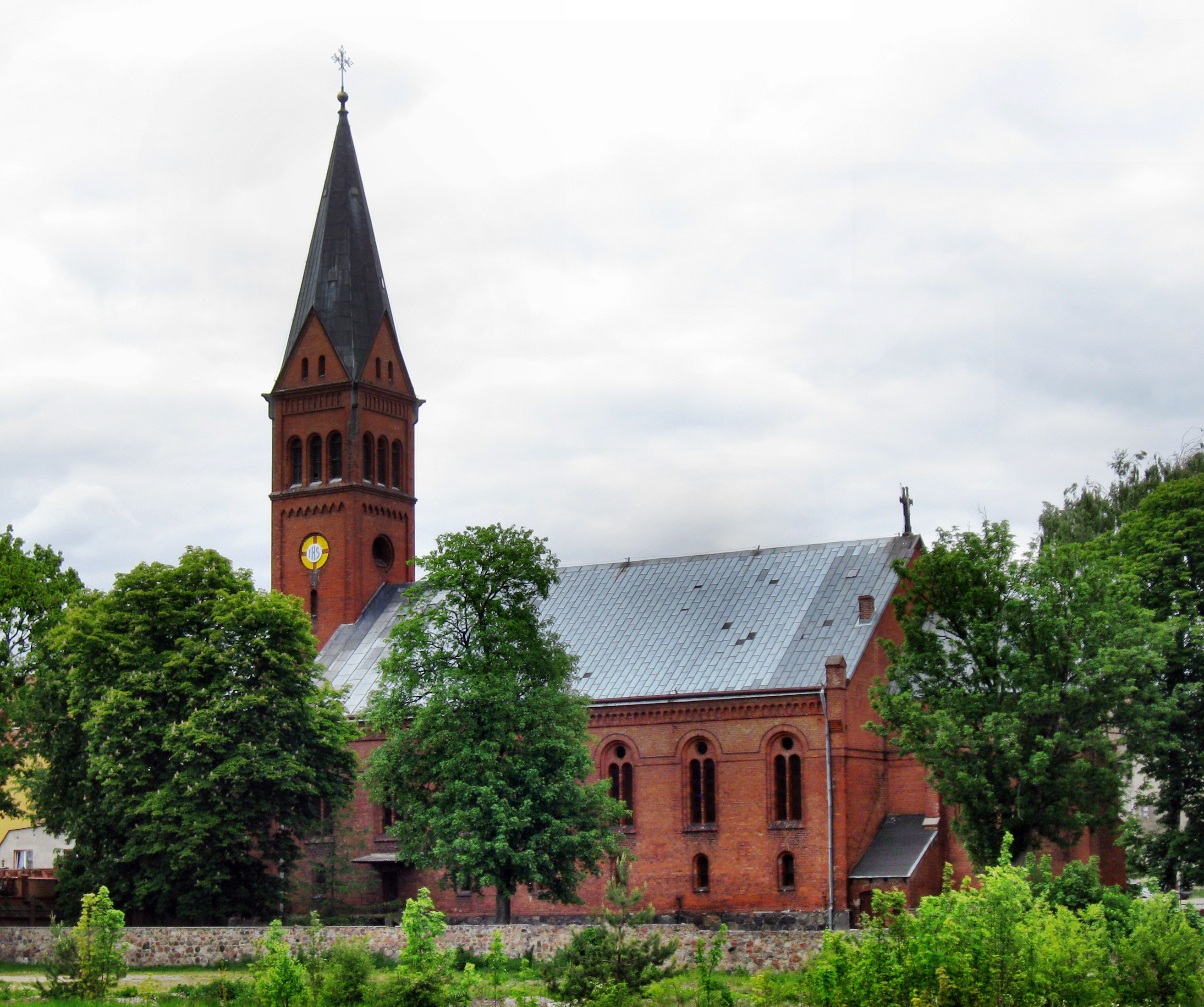
Igreja evangélica do século XIX
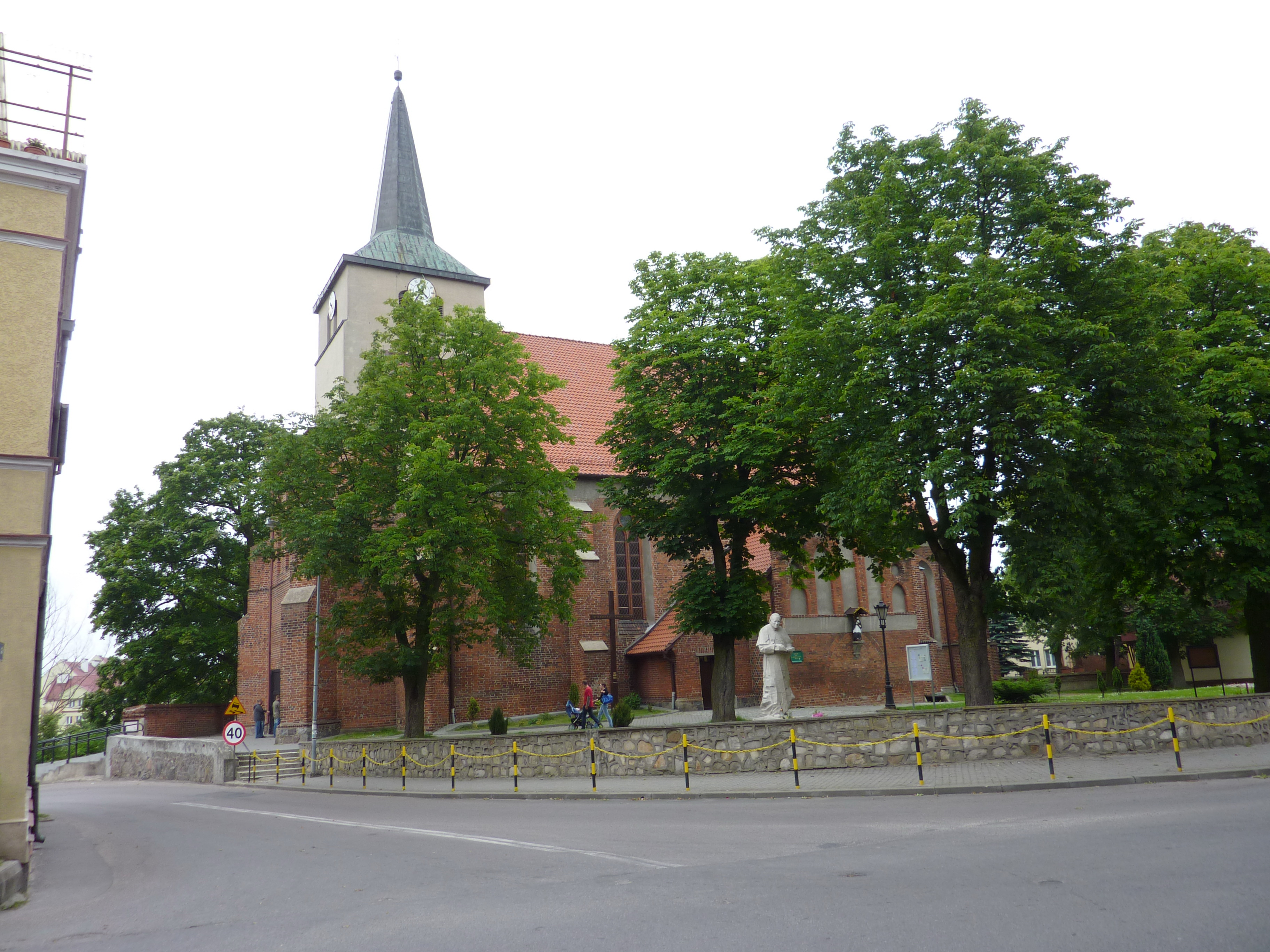
Igreja paroquial de São Miguel Arcanjo
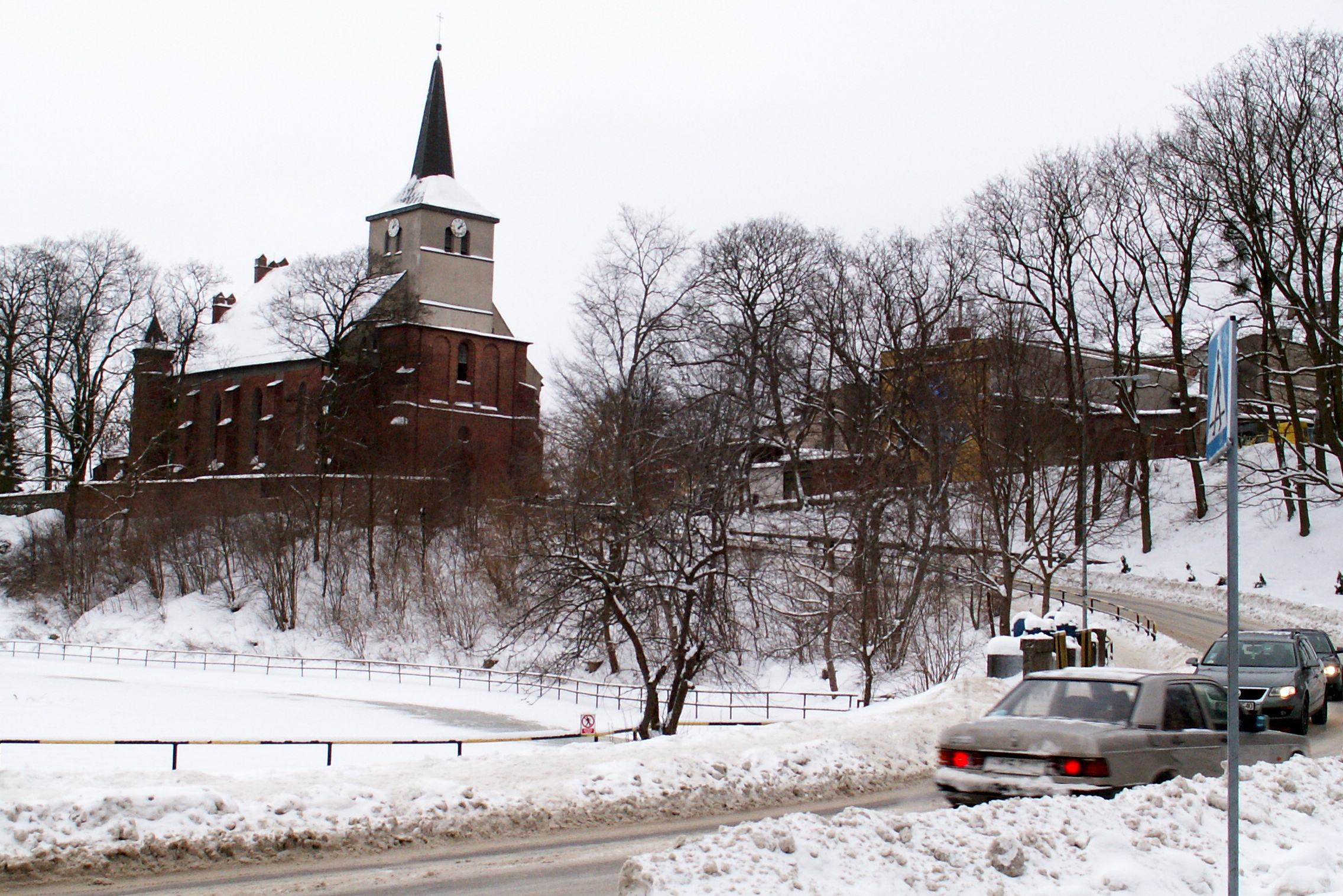
Vista da igreja de São Miguel Arcanjo do lado da represa
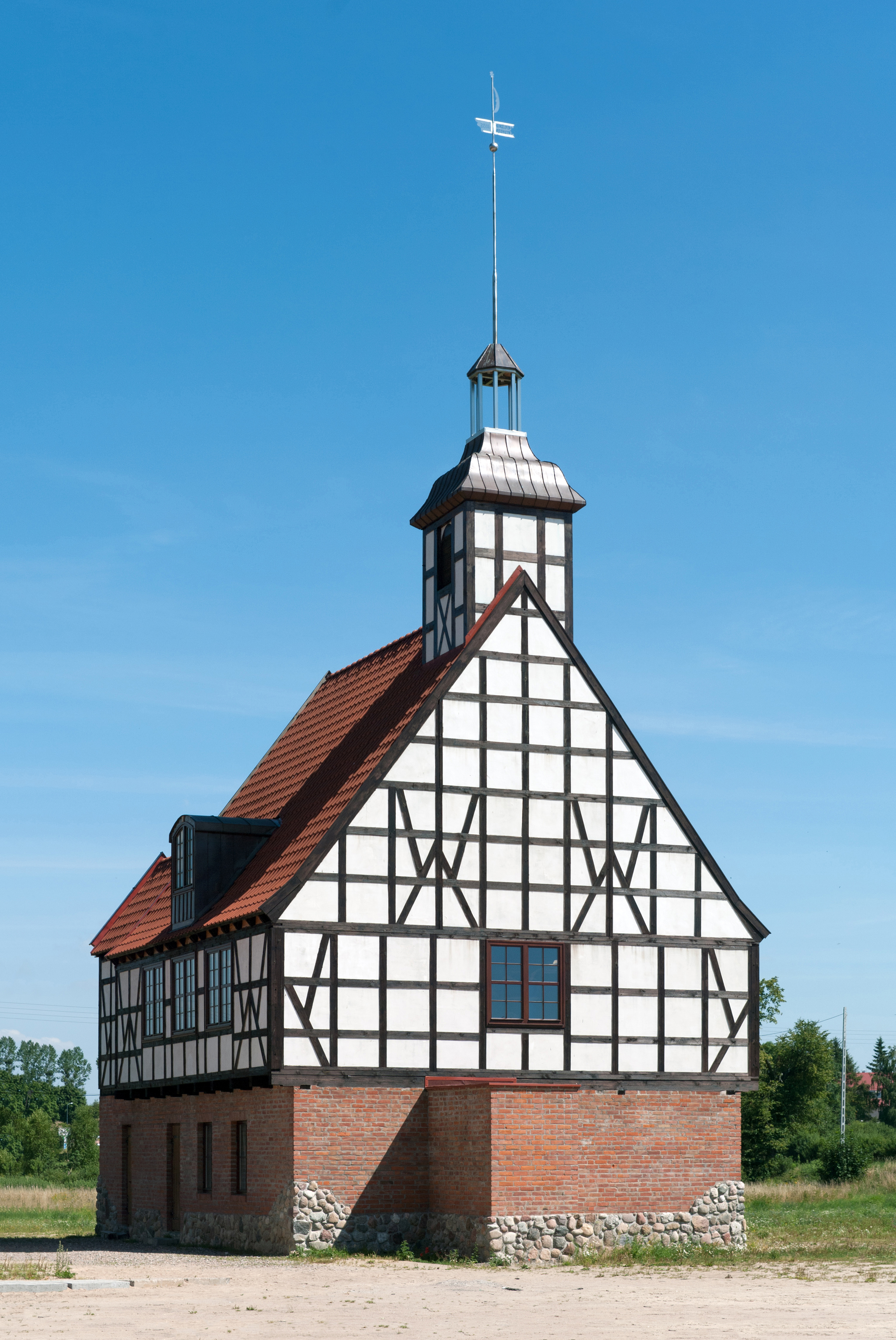
Réplica da igreja luterana de 1741
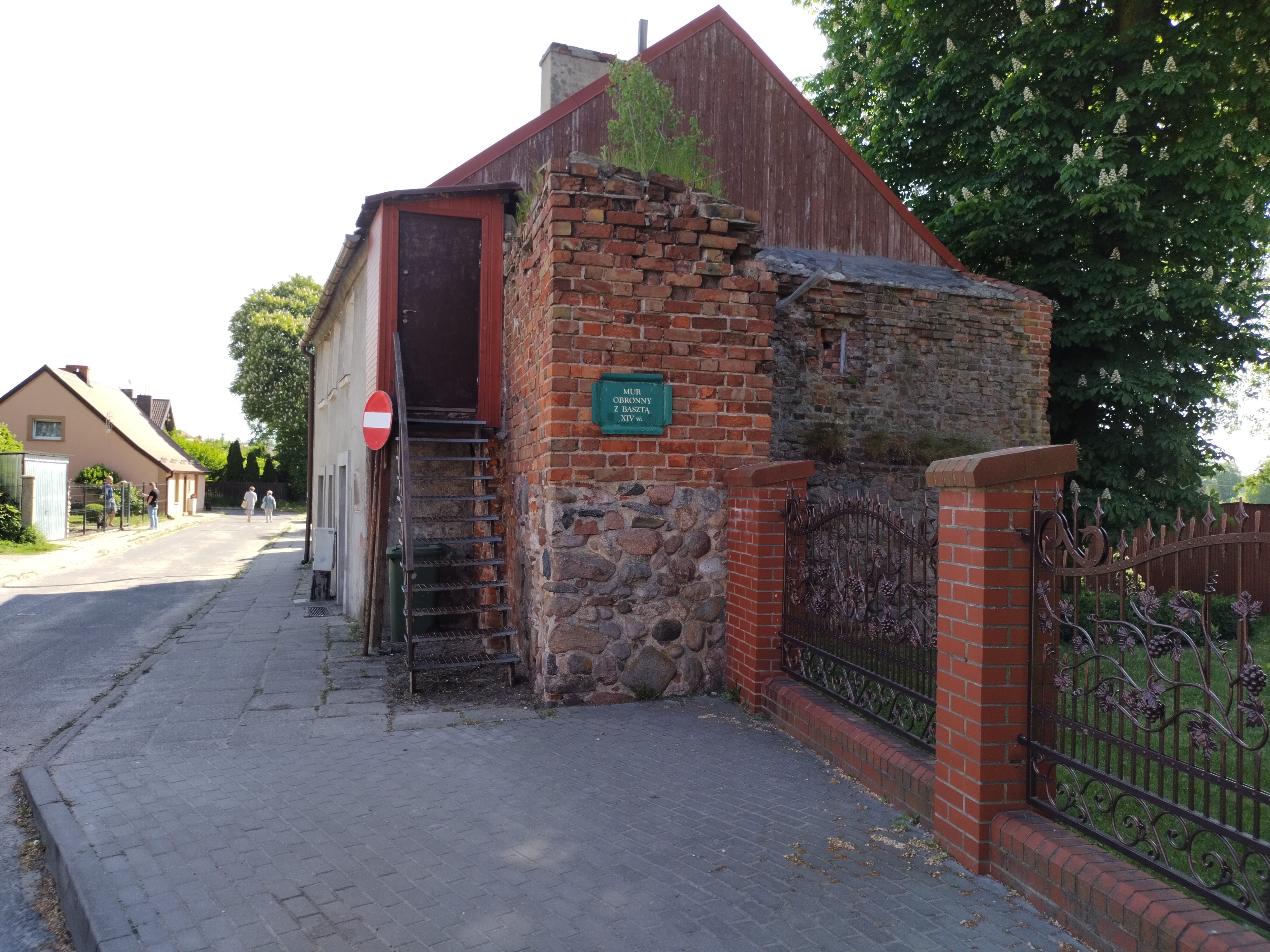
Fragmento das muralhas da cidade e vestígios de um bastião